# Torralbilla
Torralbilla ist ein spanischer Ort und eine Gemeinde (municipio) mit nur noch 40 Einwohnern (Stand: 2024) im Süden der Provinz Saragossa in der Autonomen Gemeinschaft Aragonien. Die Gemeinde gehört zur bevölkerungsarmen Serranía Celtibérica.

## Lage und Klima
Torralbilla liegt ca. 90 Kilometer südsüdwestlich der Provinzhauptstadt Saragossa in einer Höhe von ca. 880 m. 
Das Klima ist gemäßigt bis warm; Regen (ca. 467 mm/Jahr) fällt übers Jahr verteilt.

## Bevölkerungsentwicklung
| Jahr      | 1970 | 1981 | 1991 | 2001 | 2011 | 2021 |
| Einwohner | 153  | 90   | 80   | 83   | 58   | 59   |

Die Mechanisierung der Landwirtschaft, die Aufgabe bäuerlicher Kleinbetriebe und der damit verbundene Verlust von Arbeitsplätzen führten in der zweiten Hälfte des 20. Jahrhunderts zu einem deutlichen Rückgang der Bevölkerungszahl (Landflucht).

## Sehenswürdigkeiten
- Laurentiuskirche (Iglesia de San Lorenzo) aus dem 17. Jahrhundert

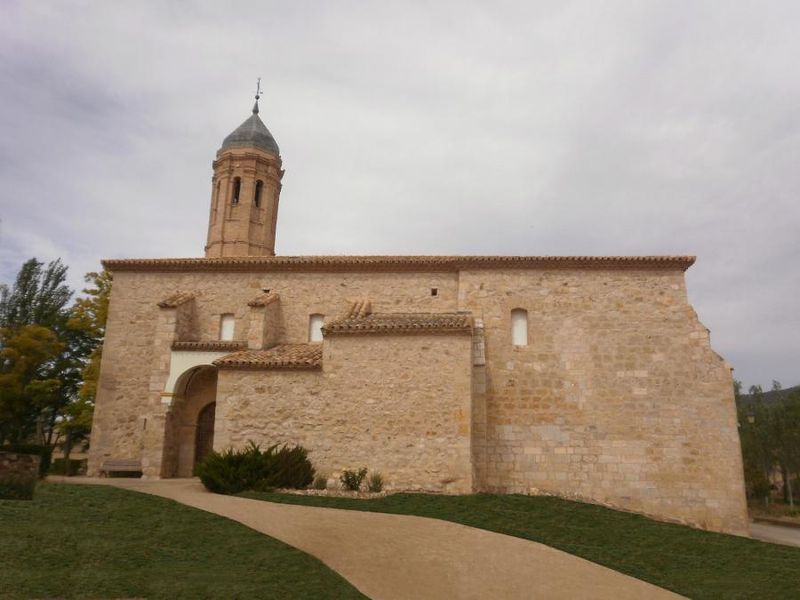
Laurentiuskirche